# 통영 충렬묘비
통영 충렬묘비(統營 忠烈廟碑)는 대한민국 경상남도 통영시, 충렬사 내 비각에 놓여 있는 비석이다.
1974년 12월 28일 경상남도의 유형문화재 제113호 충렬묘비로 지정되었다가, 2018년 12월 20일 현재의 명칭으로 변경되었다.

## 개요
충무공 이순신(1545∼1598) 장군의 충절과 업적을 후대에 전하기 위해 세운 비로, 현재 경상남도 통영의 충렬사 내 비각에 놓여 있다.
비는 각 면이 평평하게 손질된 길쭉하고 네모진 형태이다. 비문은 광해군 6년(1614) 좌의정 이항복이 지었던 여수 ‘이충무공대첩비’의 비문을 그대로 옮겨 온 것이라고 한다. 내용 중 ‘통제사충무이공충렬묘비명’이라고 쓰여 있는 것으로 보아 원래는 충렬사의 이충무공 신당에 세워 놓았던 것으로 보인다.
조선 숙종 7년(1681) 제60대 수군통제사 민섬이 비를 세웠고, 현종 때 좌의정을 지낸 우암 송시열 선생이 글씨를 썼다.

## 같이 보기
- 이순신
- 통영 충렬사

## 참고 자료
- 통영 충렬묘비 - 국가유산청 국가유산포털